# Karl Lane
Karl Lane (* 26. Februar 1975 in Little Rock, Arkansas) ist ein US-amerikanischer Schiedsrichter im Basketball, der seit dem Jahr 2010 in der NBA tätig ist. Er trägt die Uniform mit der Nummer 77.

## Karriere

### College-Basketball
Vor dem Einstieg in die NBA arbeitete er neun Jahre als College-Basketballschiedsrichter in der Southwestern Athletic Conference und der Gulf South Conference.

### National Basketball Association
Lane begann im Jahr 2010 seine NBA-Schiedsrichterlaufbahn beim Spiel der New York Knicks gegen die Portland Trail Blazers.
Zuvor war er vier Jahre als Schiedsrichter in der NBA G-League tätig.